# Antrocephalus decipiens
Antrocephalus decipiens är en stekelart som först beskrevs av Masi 1929.  Antrocephalus decipiens ingår i släktet Antrocephalus och familjen bredlårsteklar. Inga underarter finns listade i Catalogue of Life.